# Haxäng

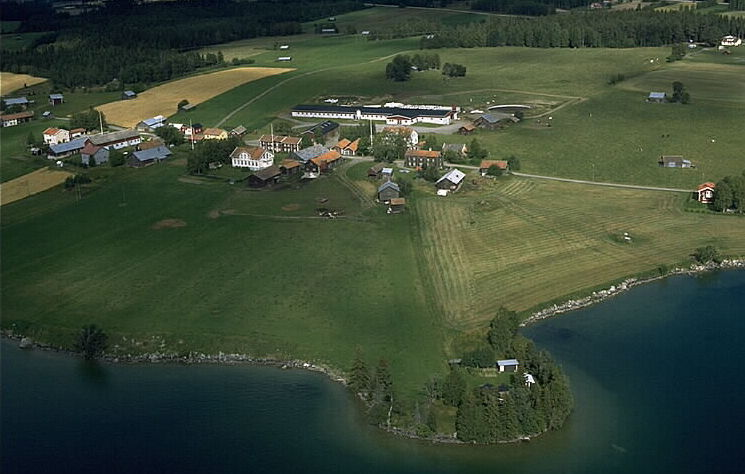
Haxäng

Haxäng ist eine Ortschaft (småort) in der schwedischen Gemeinde Östersund der Provinz Jämtlands län. Der Ort liegt etwa fünfzehn Kilometer südöstlich von Östersund am See Locknesjön.
Er befindet sich zwischen der Bahnstrecke Sundsvall–Storlien und der Inlandsbahn sowie zwischen den Europastraßen 45 und 14, die jeweils einige Kilometer nördlich bei Brunflo zusammentreffen. Der frühere Haltepunkt Haxäng an der Inlandsbahn westlich des Ortes ist außer Betrieb; dort befindet sich jedoch ein Holzverladeplatz.
Das Statistiska centralbyrån wies den Ort bis 2005 als småort unter der Bezeichnung Haxäng aus, was sich auf den nördlichsten Teil der Ansiedlung bezieht, seit 2010 jedoch als Lockne nach dem südöstlichen Ortsteil, der sich in einem schmalen Streifen über das dazwischen liegende Lötbacken zwischen dem See und der Bahnstrecke Richtung Sundsvall erstreckt. Es ist nicht zu verwechseln mit dem gleichnamigen Kirchdorf bei der Lockne kyrka an der gegenüberliegenden, westlichen Seite des Locknesjön.